# Les Enchantés
Pour plus de détails, voir Fiche technique et Distribution.
Les Enchantés est un téléfilm français réalisé par Stanislas Carré de Malberg, présenté au Festival de la fiction de La Rochelle en 2023.

## Synopsis
Thierry, atteint de déficience mentale, élève seul sa petite fille, Luce, avec le soutien d'un vieux couple qui tient la casse où il travaille. À six ans, Luce rentre pour sa première année à l'école. Au départ réticente, elle prend goût à la lecture et aime apprendre. Ayant demandé de l'aide à son père pour un devoir, Luce comprend que celui-ci ne sait ni lire ni écrire. Pour ne pas mettre son père mal à l'aise face aux institutions et face à elle-même, Luce décide de ne plus apprendre et de quitter l'école. Après deux mois d'absence de Luce à l'école, Solange, l'institutrice, s'inquiète d'une convalescence prolongée à l'origine prétextée d'un simple mal de ventre. Lors d'une visite de Solange à son domicile, le père de Luce se montre incapable de gérer la situation. Solange décide alors d'en référer aux services sociaux qui décident à leur tour de placer la petite Luce dans un foyer.

## Fiche technique
- Titre original : Les Enchantés
- Réalisation : Stanislas Carré de Malberg
- Scénario : Stanislas Carré de Malberg et Raphaële Moussafir, librement inspiré du roman Les demeurées de Jeanne Benameur
- Musique : Rob
- Décors : Isabelle Devoto
- Costumes : Christel Birot
- Photographie : Quentin de Lamarzelle
- Son : Robin Benisri
- Montage : Francis Vesin
- Production : Pierre Garnier et Carine Boyé
- Société(s) de production : Les Films de l'Instant et  Arte France
- Société(s) de distribution : Film & Picture TV distribution
- Pays de production :  France
- Langue originale : français
- Genre : Drame
- Durée : 85 minutes
- Dates de sortie :
  - France : 16 septembre 2023 au Festival de la fiction de La Rochelle
- première diffusion :
  - France : 10 novembre 2023 sur Arte

## Distribution
- Grégory Montel : Thierry
- Daphné Richard : Luce
- Lula Cotton-Frapier : Solange
- François Chattot : Claude Lelièvre
- Tassadit Mandi : Mina
- Antoine Gouy : Monsieur Boniface
- Guilaine Londez : Madame le juge Bloch